# Jennifer Connelly
Pour les articles homonymes, voir Connelly.
Jennifer Connelly [ˈd͡ʒɛnɪfɚ ˈkɒnəli] est une actrice américaine, née le 12 décembre 1970 à Cairo (État de New York).
Elle commence en tant qu'enfant mannequin dans des magazines et des publicités avant de faire ses débuts d'actrice à 12 ans dans un petit rôle dans Il était une fois en Amérique de Sergio Leone qui sort en 1984. Grâce à sa prestation, elle est choisie immédiatement après par Dario Argento pour tenir le rôle principal de Phenomena (1985), mais c'est surtout son interprétation de Sarah Williams dans Labyrinthe (1986) aux côtés de David Bowie qui lui apporte la célébrité à 15 ans. Il est aujourd'hui considéré comme un film culte dans les pays anglo-saxons.
Elle met temporairement sa carrière d'actrice en pause pour étudier la littérature anglaise à Yale puis le théâtre à Stanford avant de revenir au cinéma. Elle est refusée pour le rôle principal de Pretty Woman car le réalisateur l'estime trop jeune pour incarner une prostituée et connaît des échecs avec Hot Spot, Une place à prendre, Les Aventures de Rocketeer, D'amour et d'ombres, ou encore Les Hommes de l'ombre, avant d'être finalement « découverte » à 30 ans par les critiques pour ses rôles dans Dark City (1998) et surtout Requiem for a Dream (2000) de Darren Aronofsky.
En 2002, elle remporte l'Oscar de la meilleure actrice dans un second rôle pour son interprétation de l'épouse de John Forbes Nash dans Un homme d'exception (2001) de Ron Howard aux côtés de Russell Crowe. Cela lui permet ainsi de tenir ensuite de nombreux rôles secondaires dans diverses superproductions hollywoodiennes comme Hulk (2003) avec Eric Bana, Blood Diamond (2006) avec Leonardo DiCaprio, Le Jour où la Terre s'arrêta (2008) avec Keanu Reeves, Noé (2014) où elle retrouve Darren Aronofsky et Russell Crowe, Alita: Battle Angel (2019) et enfin Top Gun: Maverick (2022) avec Tom Cruise. Durant cette période, les films plus modestes où elle tient le rôle principal sont cependant des échecs comme avec House of Sand and Fog (2003), Dark Water (2005), Virginia (2010), L'Attrape-rêves (2014) ou encore Shelter (2014).

## Biographie

### Débuts et révélation critique

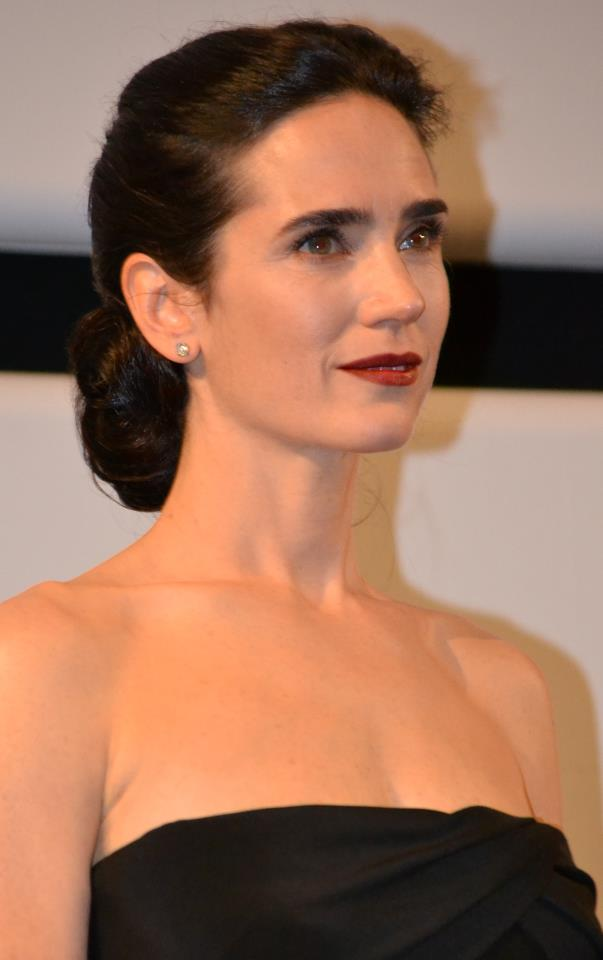
L'actrice à une projection dIl était une fois en Amérique, au festival de Cannes 2012.

Fille unique d'Ilene (Eileen), juive ashkénaze d'origine polonaise et russe, revendeuse d'antiquités et Gerard Karl Connelly, catholique d'origine irlandaise et norvégienne, fabricant de vêtements,,,, Jennifer Lynn Connelly grandit dans le quartier de Brooklyn Heights, dans l'arrondissement new-yorkais de Brooklyn, près du pont de Brooklyn et a fréquenté l'école de Saint Ann (en), une école privée spécialisée dans les arts. Son père souffrant d'asthme, la famille déménage à Woodstock en 1976, pour échapper au smog de la ville. Quatre ans plus tard, la famille revient à Brooklyn Heights et Jennifer retourne à l'école de Saint Ann.
Quand elle a dix ans, un ami publicitaire de son père suggère de lui faire passer une audition comme mannequin. Ses parents envoient une photo d'elle à l'agence Ford Model Management qui l'ajoute peu de temps après à sa liste. Elle commence ainsi à poser pour des publicités de magazines et de journaux, puis dans des publicités télévisées. Elle apparaît à plusieurs reprises en couverture du magazine américain pour adolescents Seventeen en 1986 et 1988. En décembre 1986, elle enregistre deux chansons pop pour le marché japonais : Ai no Monologue et Message of Love. Elle chante en japonais phonétique car elle ne parle pas la langue. Dans une interview, elle déclare qu'après avoir été mannequin, elle n'aspirait pas à devenir actrice.
Dès ses 11 ans, sa mère l'emmène à des auditions et elle obtient rapidement son premier rôle au cinéma, celui de Deborah Gelly dans Il était une fois en Amérique de Sergio Leone, qui est convaincu de sa performance et de la similitude de son nez avec celui d'Elizabeth McGovern, qui incarne le rôle adulte,. Elle obtient ensuite son premier rôle principal dans le film d'épouvante fantastique Phenomena de Dario Argento sorti en 1985. La même année, elle partage l'affiche avec Byron Thames (en) et Maddie Corman du « film pour ados » Seven Minutes in Heaven, première réalisation de Linda Feferman.
Après été choisie en 1986 par le réalisateur Jim Henson qui auditionnait de jeunes actrices depuis plus d'un an, elle est opposée à David Bowie dans le film de fantasy Labyrinthe,. Elle y joue le rôle de Sarah Williams (en) qui traverse le royaume des gobelins afin de retrouver son frère,. Important échec au box office, le film arrive malgré tout à trouver son public au fil des années,,.
En 1988, elle entre à l'université Yale. Deux ans plus tard, elle quitte Yale pour l'université Stanford où elle reste un an. Mais elle n'achève jamais ses études. Elle revient à sa carrière d'actrice dans des films comme Les Aventures de Rocketeer (1991), Fièvre à Columbus University (1995) et Dark City (1998).
Bien qu'elle ait été dans le métier depuis l'adolescence, ce n'est qu'à l'âge de 30 ans qu'elle est « découverte » par la critique. Le début de la reconnaissance vient notamment grâce à sa prestation dans Requiem for a Dream (2000) de Darren Aronofsky, présenté en avant-première au Festival de Cannes de 2000. Évoluant aux côtés de Jared Leto ou encore Marlon Wayans, elle joue la junkie Marion Silver, qui connait une descente aux enfers la conduisant vers la prostitution,. Afin de préparer le rôle, elle a notamment décidé « d'habiter le personnage », en se mettant à peindre, à écouter de la musique ou encore concevoir des vêtements en lien avec le personnage. La même année, elle faisait encore partie de la distribution d'une nouvelle série arrêtée au bout de 2 mois et sept épisodes, faute d'audiences[réf. nécessaire], The Street. Elle apparait également dans le biopic Pollock, dans lequel elle tient le rôle de Ruth Kligman, la maitresse du peintre Jackson Pollock, ici incarné par Ed Harris qui signe sa première réalisation,.
En 2001, elle est une nouvelle fois acclamée pour son rôle d'Alicia Nash (en) dans le biopic Un homme d'exception de Ron Howard, pour lequel elle reçoit l'Oscar du meilleur second rôle féminin,. Pour ce film, elle a décidé de rencontrer la personne qu'elle incarne.

### Confirmation

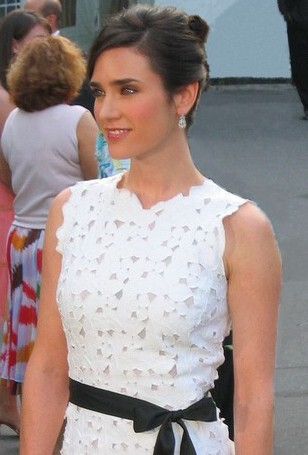
L'actrice à Central Park (New York), le 2 juin 2005, l'année de sortie de Dark Water.

L'Oscar lui permet d'être désormais convoitée par les studios : en 2003, elle incarne ainsi la scientifique Betty Ross dans le « blockbuster » Hulk, réalisé par le cinéaste taïwanais Ang Lee et d'après le personnage de Marvel Comics crée par Stan Lee et Jack Kirby. Jennifer Connelly déclare être intéressée par le point de vue philosophique d'Ang Lee par rapport au personnage, ce dernier déclarant que le film est une « tragédie grecque » et un « psychodrame ». Le film, porté par Eric Bana, n'obtient cependant qu'un succès mitigé de la part de la critique et du public,,. L'actrice défend la même année une production bien moins exposée : le thriller psychologique House of Sand and Fog de Vadim Perelman. Dans cette première réalisation du cinéaste russo-américain, elle incarne une nouvelle fois une femme addict, ici à l'alcool, qui tente de reprendre possession de sa maison qui est entre les mains d'un ancien colonel iranien campé par Ben Kingsley. Si le film est globalement bien reçu, la prestation de l'actrice se fait remarquer, un critique de la BBC déclarant : « Connelly[...]convainc totalement en tant que femme égoïste, désespérée et solitaire qui avoue à son frère, « Je me sens juste perdue ». »,,.
Elle décide de rester dans ce registre noir et adulte : d'abord en tête d'affiche du thriller horrifique Dark Water — remake du film japonais homonyme sorti en 2002 — de Walter Salles, sorti en 2005 ; puis en évoluant dans une nouvelle production à « Oscars », le drame psychologique Little Children, coécrit et réalisé par Todd Field. Dans ce film sorti en 2006, qui reçoit d'excellentes critiques, l'actrice évolue aux côtés de Kate Winslet et Patrick Wilson.
Elle tourne dans la foulée un autre drame indépendant : Reservation Road (2007), avec Mark Ruffalo et Joaquin Phoenix. Si le film lui-même ne convainc pas vraiment, la prestation de l'actrice est à nouveau saluée par plusieurs critiques et obtient un Hollywood Film Awards dans la catégorie meilleure actrice dans un second rôle,,,.
L'actrice décide aussi parallèlement de revenir vers des grosses productions : en 2006 puis 2008, elle tient les premiers rôles féminins du film d'aventures Blood Diamond d'Edward Zwick, aux côtés de Leonardo DiCaprio et du thriller de science-fiction Le Jour où la Terre s'arrêta de Scott Derrickson, aux côtés de Keanu Reeves. Si le premier divise la critique, le second est un flop. Un échec critique qui sera suivi par beaucoup d'autres.

### Échecs critiques successifs

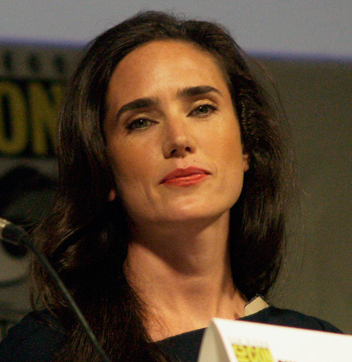
L'actrice au San Diego Comic-Con 2009, pour la promotion de Numéro 9.

En 2009, l'actrice tente de diversifier sa carrière à travers trois projets, qui constitueront autant d'échecs critiques : le conte pour enfants Cœur d'encre avec Brendan Fraser, Helen Mirren et son époux Paul Bettany, n'obtient pas le succès escompté. La comédie romantique chorale Ce que pensent les hommes de Ken Kwapis, où l'actrice évolue au sein d'une distribution glamour composée entre autres de Scarlett Johansson et Jennifer Aniston, fonctionne commercialement mais reçoit de mauvaises critiques. Enfin, elle prête sa voix au personnage de 7 dans le sombre film de science fiction animé Numéro 9, premier long métrage de Shane Acker. Cette production de Tim Burton reçoit un accueil mitigé malgré sa distribution prestigieuse qui comprend notamment Elijah Wood dans le rôle titre, Martin Landau, Christopher Plummer ou encore John C. Reilly,.
En 2010, elle décide donc de revenir au genre qui lui a valu la reconnaissance avec le biopic Creation réalisé par Jon Amiel, qui retrace la vie de Charles Darwin, interprété par Paul Bettany. L'actrice y joue sa compagne, Emma Darwin. Ce retour aux sources ne lui réussit pas plus, les critiques étant une fois encore mauvaises.
En 2011, elle tente donc de nouveau la carte de la comédie : en intégrant la distribution du potache Le Dilemme de Ron Howard, puis de Salvation Boulevard avec Pierce Brosnan et Greg Kinnear. Deux échecs critiques et commerciaux,.
En 2012, l'actrice finit par se lancer dans des projets plus intimistes : le drame indépendant dont elle va jouer le rôle-titre, Virginia écrit et réalisé par Dustin Lance Black. Ce retour à un projet ambitieux ne paie pas. Il s'agit du plus gros échec critique de sa carrière. Parallèlement, elle fait partie de la distribution chorale de la comédie dramatique L'Amour malgré tout, premier long métrage du scénariste-réalisateur Josh Boone. Les critiques sont très mitigées.

### Retour au premier plan

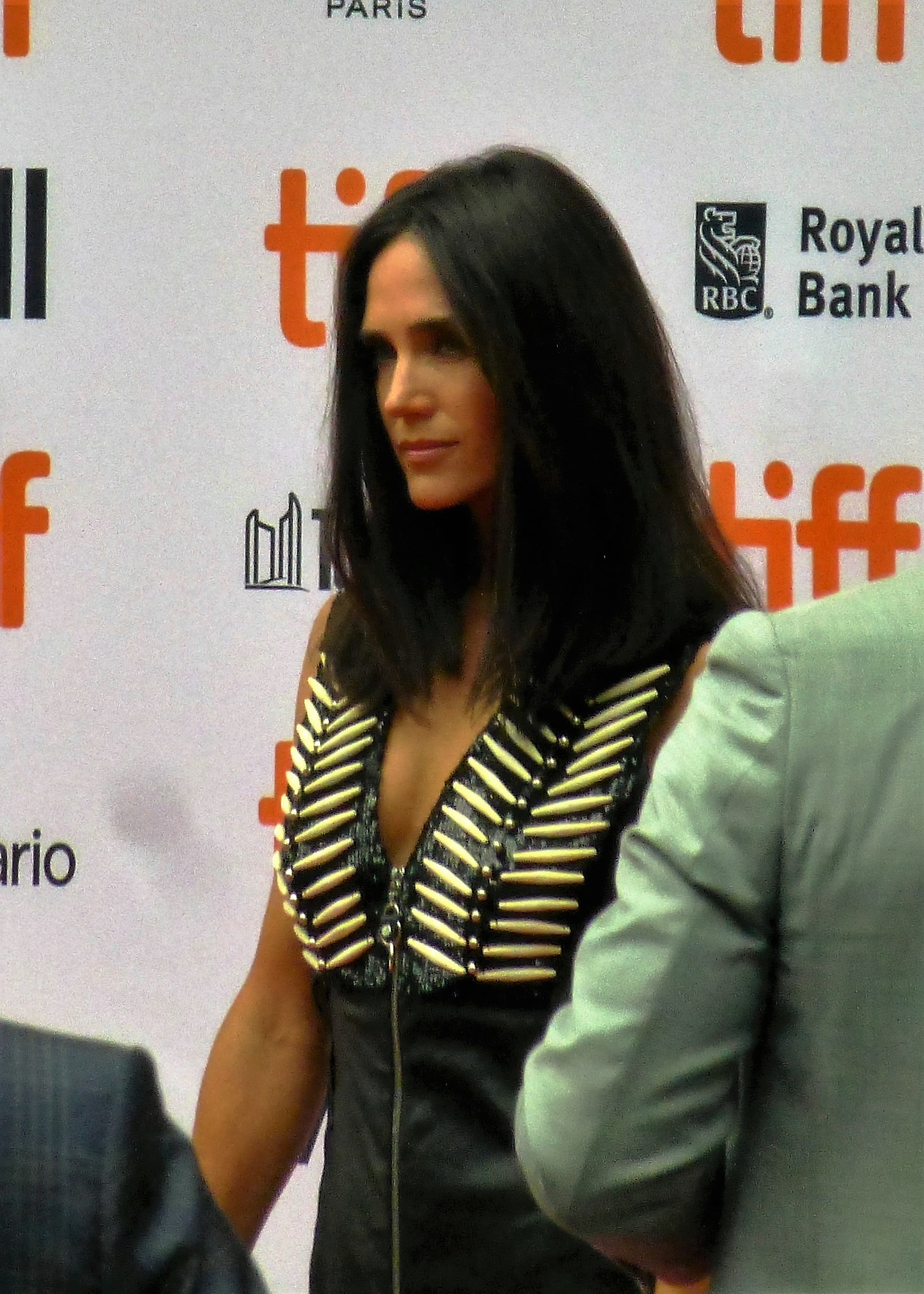
L'actrice pour la présentation de American Pastoral au Toronto International Film Festival 2016.

En 2014, l'actrice donne la réplique à Colin Farrell et Jessica Brown Findlay dans la romance fantastique Un amour d'hiver, écrite et réalisée par Akiva Goldsman, qui reçoit de mauvaises critiques. Puis, elle prend part à l'épopée biblique Noé dans laquelle elle retrouve Darren Aronofsky qui lui confie le rôle de Naameh, le premier rôle féminin de son sixième long métrage. Elle y retrouve aussi son partenaire du film Un homme d'exception, Russell Crowe, qui tient le rôle titre. Le reste de la distribution comprend de nombreux comédiens, dont Anthony Hopkins, Emma Watson, Ray Winstone, Logan Lerman ou encore Douglas Booth. Sujet à de nombreuses controverses à travers le monde, le film devient malgré tout un important succès commercial, récoltant plus de 359 000 000 $ au box office mondial,,,,,. Il s'agit alors du premier projet de l'actrice à recevoir un accueil positif en 8 ans.
L'année 2016 l'amène à défendre des projets risqués : le drame L'Attrape-Rêves, écrit et réalisé par Claudia Llosa, dont elle est la tête d'affiche, entourée de la Française Mélanie Laurent et de l'Irlandais Cillian Murphy. Puis deux projets réalisés par des acteurs : le drame Shelter, écrit et réalisé par son compagnon Paul Bettany, où elle forme avec Anthony Mackie, un couple de SDF new-yorkais. Enfin, vient le drame American Pastoral, première réalisation de Ewan McGregor, qui tient aussi le premier rôle face à l'actrice. Dans cette adaptation du roman de Philip Roth, le duo forme un couple dont la fille devient une révolutionnaire et commet un acte terroriste durant la guerre du Viêt Nam. Les trois films sont des échecs critiques,,.
Pendant un temps, elle est évoquée pour tenir le rôle principal du drame français Mon roi de Maïwenn. Elle passe des essais qu'elle réussit et accepte même le rôle au cas où Emmanuelle Bercot refuse le projet. Mais, ce ne sera pas le cas.
En 2017, elle est à l'affiche de Line of Fire (Only the Brave), le troisième long métrage de Joseph Kosinski, qui s'aventure cette fois sur un registre réaliste, après avoir signé les ambitieux blockbusters de science-fiction Tron : L'Héritage (2010) et Oblivion (2013). Dans ce drame s'inspirant de l'incendie de Yarnell Hill, l'actrice joue le rôle d'Amanda, la femme du personnage de Josh Brolin qui est également une amatrice de chevaux. Bien que jouant un personnage secondaire évoluant dans une distribution principale entièrement masculine, sa performance est remarquée et les critiques louent l'alchimie entre elle et Josh Brolin,,. Elle intègre également l'univers cinématographique Marvel, en prêtant sa voix à Karen dans le film Spider-Man: Homecoming, une intelligence artificielle qui accompagne le super-héros Spider-Man campé par Tom Holland. Ce rôle fait notamment écho à celui de son mari Paul Bettany, qui prête sa voix à l'intelligence artificielle J.A.R.V.I.S. (en) dans plusieurs films de la franchise.
En 2019, elle fait partie de la distribution du film de science-fiction Alita: Battle Angel de Robert Rodriguez, adaptation américaine du manga Gunnm de Yukito Kishiro.
En 2020 elle retourne aux séries avec le personnage de Melanie Cavill pour la série post-apocalyptique Snowpiercer, inspirée de la bande-dessinée française Le Transperceneige et du film de Bong Joon-ho sorti en 2013. La série est annulée en juin 2022 en pleine production de la quatrième saison. Cet arrêt soudain arrive quelques semaines après la fusion entre les sociétés WarnerMedia et Discovery.
En 2022, elle donne la réplique à Tom Cruise dans le blockbuster Top Gun: Maverick qui marque ses retrouvailles avec le réalisateur Joseph Kosinski. Le film connait un immense succès commercial.

### Vie privée

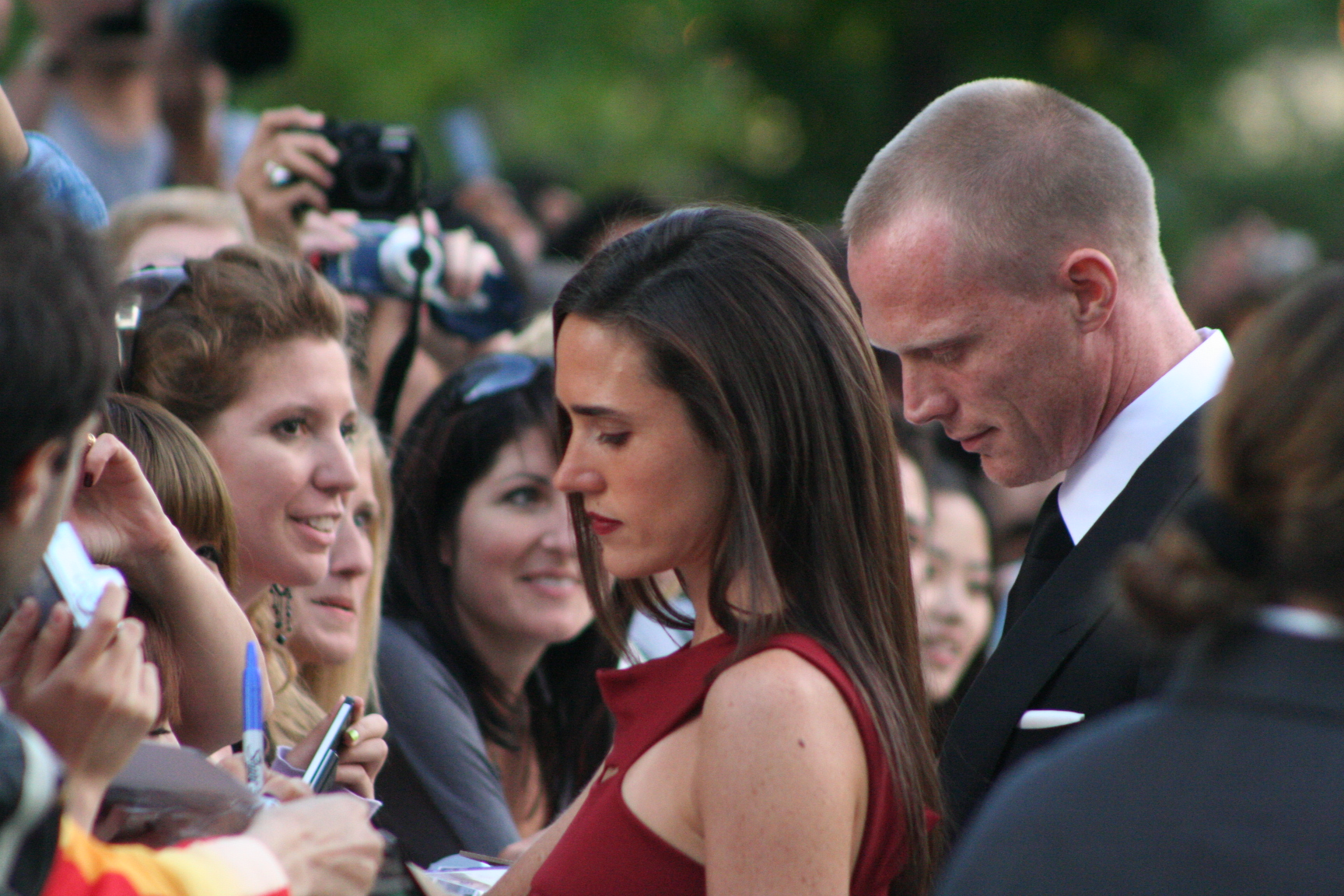
Avec son époux Paul Bettany, au Festival international du film de Toronto 2009.

En 1991, durant le tournage du film Les Aventures de Rocketeer, Jennifer Connelly a entamé une relation amoureuse avec la covedette Billy Campbell et sont restés ensemble pendant cinq ans avant de se séparer en 1996.
Peu de temps après, l'actrice rencontre et se met en couple avec le photographe David Dugan. De cette union est né Kai, le 9 juillet 1997.
Depuis 2003, elle est mariée à l'acteur britannique Paul Bettany, qu'elle a rencontré sur le tournage du film Un homme d'exception. De cette union, deux enfants sont nés, Stellan le 5 août 2003 et Agnes Lark le 31 mai 2011.
En 2005, Jennifer Connelly débute un engagement dans l'aide humanitaire, en particulier pour l'accès à l'eau potable dans le monde.

## Filmographie

### Cinéma

#### Films
Sauf indication contraire, les informations mentionnées dans cette section peuvent être confirmées par la base de données cinématographiques IMDb,  présente dans la section « Liens externes ».
- 1984 : Il était une fois en Amérique (Once Upon a Time in America) de Sergio Leone : Deborah enfant
- 1985 : Phenomena de Dario Argento : Jennifer Corvino
- 1985 : Seven Minutes in Heaven de Linda Feferman : Natalie Becker
- 1986 : Labyrinthe (Labyrinth) de Jim Henson : Sarah
- 1988 : Some Girls de Michael Hoffman : Gabriella
- 1988 : Étoile de Peter Del Monte : Claire Hamilton / Natalie Horvath
- 1990 : Hot Spot (The Hot Spot) de Dennis Hopper : Gloria Harper
- 1991 : Une place à prendre (Career Opportunities) de Bryan Gordon : Josie McClellan
- 1991 : Les Aventures de Rocketeer de Joe Johnston : Jenny
- 1994 : D'amour et d'ombres (Of Love and Shadows) de Betty Kaplan : Irene
- 1995 : Fièvre à Columbus University (Higher Learning) de John Singleton : Taryn
- 1996 : Les Hommes de l'ombre (Mulholland Falls) de Lee Tamahori : Allison Pond
- 1996 : Far Harbor de John Huddles : Ellie
- 1997 : Les Années rebelles (Inventing the Abbotts) de Pat O'Connor : Eleanor Abbott
- 1998 : Dark City d'Alex Proyas : Emma Murdoch / Anna
- 2000 : Le Fantôme de Sarah Williams (Waking the Dead) de Keith Gordon : Sarah Williams
- 2000 : Requiem for a Dream de Darren Aronofsky : Marianne Silver
- 2000 : Pollock d'Ed Harris : Ruth Kligman
- 2001 : Un homme d'exception (A Beautiful Mind) de Ron Howard : Alicia Nash
- 2003 : Hulk d'Ang Lee : Betty Ross
- 2003 : House of Sand and Fog de Vadim Perelman : Kathy
- 2005 : Dark Water de Walter Salles : Dahlia Williams
- 2006 : Little Children de Todd Field : Kathy Adamson
- 2006 : Blood Diamond d'Edward Zwick : Maddy Bowen
- 2007 : Reservation Road de Terry George : Grace Learner
- 2008 : Le Jour où la Terre s'arrêta (The Day the Earth Stood Still) de Scott Derrickson : Helen Benson
- 2008 : Cœur d'encre (Inkheart) de Iain Softley : Roxanne
- 2009 : Ce que pensent les hommes (He's Just Not That Into You) de Ken Kwapis : Janine
- 2009 : Numéro 9 de Shane Acker : 7 (voix)
- 2009 : Creation de Jon Amiel : Emma Darwin
- 2010 : Virginia de Dustin Lance Black : Virginia
- 2011 : Le Dilemme (The Dilemma) de Ron Howard : Beth
- 2011 : Salvation Boulevard de George Ratliff : Gwen Vandermeer
- 2012 : L'Amour malgré tout (Stuck in Love) de Josh Boone : Erica
- 2014 : Un amour d'hiver (Winter's Taled) d'Akiva Goldsman : Virginia Gamely
- 2014 : L'Attrape-rêves de Claudia Llosa : Nana Kunning
- 2014 : Noé (Noah) de Darren Aronofsky : Naameh
- 2014 : Shelter de Paul Bettany : Hannah
- 2016 : American Pastoral d'Ewan McGregor : Dawn Dwyer Levov
- 2017 : Spider-Man: Homecoming de Jon Watts : Karen (voix)
- 2017 : Line of Fire (Only the Brave) de Joseph Kosinski : Amanda Marsh
- 2019 : Alita: Battle Angel de Robert Rodriguez : Chiren
- 2022 : Top Gun: Maverick de Joseph Kosinski : Penny Benjamin
- 2023 : Bad Behaviour d'Alice Englert : Lucy

### Télévision
- 1982 : Bizarre, bizarre (Tales of the Unexpected) : The Girl (1 épisode, 1982)
- 1993 : The Heart of Justice de Bruno Barreto : Emma Burgess
- 2000 : The Street : Catherine Miller
- 2020- 2024 : Snowpiercer : Melanie Cavill
- 2024 : Dark Matter : Daniela Dessen

### Clips
- 1982 : Space Age Love Song du groupe A Flock of Seagulls
- 1986 : Amanda du groupe Boston
- 1987 : Always With Me, Always With You (album Surfing With The Alien) de Joe Satriani
- 1992 : I Drove All Night de Roy Orbison, aux côtés de Jason Priestley
- 2022 : Hold My Hand de Lady Gaga

## Distinctions
- Les Aventures de Rocketeer
  - nomination au Saturn Awards 1992 : meilleure actrice dans un second rôle
- Requiem for a Dream
  - nomination au Las Vegas Film Critics Society Awards 2000 : meilleure actrice dans un second rôle
  - nomination au Chlotrudis Awards 2001 : meilleure actrice dans un second rôle
  - nomination au Independent Spirit Awards 2001 : meilleure actrice dans un second rôle
  - nomination au Online Film Critics Society Awards 2001 :
    - meilleure actrice dans un second rôle
    - meilleure distribution (partagé avec Jared Leto, Marlon Wayans et Ellen Burstyn)

  - nomination au Phoenix Film Critics Society Awards 2001 : meilleure actrice dans un second rôle
- Un homme d'exception
  - American Film Institute Awards 2002 : Meilleure actrice dans un second rôle
  - BAFTA Awards 2002 : Meilleure actrice dans un second rôle
  - Critics Choice Award 2002 : Meilleure actrice dans un second rôle
  - Golden Globes 2002 : Meilleure actrice dans un second rôle
  - Kansas City Film Critics Circle Awards 2002 : Meilleure actrice dans un second rôle
  - Online Film Critics Society Awards 2002 : Meilleure actrice dans un second rôle
  - Oscars 2002 : Meilleure actrice dans un second rôle
  - Phoenix Film Critics Society Awards 2002 : Meilleure actrice dans un second rôle
  - Satellite Awards 2002 : Meilleure actrice dans un second rôle
  - Southeastern Film Critics Association Awards 2002 : Meilleure actrice dans un second rôle
  - nomination au Chicago Film Critics Association Awards 2002 : meilleure actrice dans un second rôle
  - nomination au Dallas-Fort Worth Film Critics Association Awards 2002 : meilleure actrice dans un second rôle
  - nomination au Empire Awards 2002 : meilleure actrice dans un second rôle
  - nomination au Las Vegas Film Critics Society Awards 2002 : meilleure actrice dans un second rôle
  - nomination au Screen Actors Guild Awards 2002 :
    - nomination au meilleure actrice dans un second rôle
    - nomination au meilleure distribution
- House of Sand and Fog
  - Kansas City Film Critics Circle Awards 2004 : meilleure actrice
  - nomination au Critics Choice Award 2004 : meilleure actrice
  - nomination au Vancouver Film Critics Circle 2004 : meilleure actrice
  - nomination au Satellite Awards 2004 : meilleure actrice dans un film dramatique
- Hulk
  - nomination au Saturn Awards 2004 : meilleure actrice
- Dark Water
  - nomination au Fangoria Chainsaw Awards 2006 : meilleure actrice
- Reservation Road
  - nomination au Hollywood Film Awards 2007 : meilleure actrice dans un second rôle

## Voix francophones
En version française, Jennifer Connelly est dans un premier temps doublée à deux reprises par Emmanuèle Bondeville dans Labyrinthe et Les Aventures de Rocketeer ainsi que par Martine Régnier dans Phenomena, Barbara Tissier dans Some Girls, Véronique Soufflet dans Hot Spot et Valérie Siclay dans Une place à prendre. À noter que Mélanie Dermont la double dans le deuxième doublage de Labyrinthe.
De 1994 et le film D'amour et d'ombres, à 2008 et le film Le Jour où la Terre s'arrêta, Jennifer Connelly est doublée à neuf reprises par Véronique Desmadryl qui est également sa voix dans Un homme d'exception, House of Sand and Fog, Dark Water, Little Children, Reservation Road, Blood Diamond et Ce que pensent les hommes. En parallèle, elle est également doublée durant cette période par Julie Turin dans Fièvre à Columbus University, Marjorie Frantz dans Les Hommes de l'ombre, Sarah Marot dans Les Années rebelles, Brigitte Bergès dans Dark City, Laura Blanc dans Le Fantôme de Sarah Williams, Sophie Riffont dans Requiem for a Dream, Vanina Pradier dans The Street, Sybille Tureau dans Pollock, Virginie Méry dans Hulk et Catherine Conet dans Création.
Depuis 2011 et le film Le Dilemme, Odile Cohen devient sa voix régulière, la retrouvant dans Un amour d'hiver, Noé, American Pastoral, Alita: Battle Angel ou encore Top Gun: Maverick. Elle est également doublée en 2017 par Anne O'Dolan dans Line of Fire et depuis 2020 par Dominique Vallée dans Snowpiercer.
En version québécoise, Marika Lhoumeau est la voix régulière de l'actrice, la doublant dans Eau trouble, Le Diamant de sang, Au bout de la route, Laisse tomber, il te mérite pas, Le Dilemme, Noé, Seuls Les Braves ou encore Alita : L'Ange conquérant. Christine Bellier la double dans Cité obscure et Retour à Brooklyn.